# À Gauche toute!/Linke Alternative
À Gauche toute!/Linke Alternative war ein Wahlbündnis für die Nationalratswahlen 2007 von linken Parteien in der Schweiz. Sie umfasste die Parteien Partei der Arbeit der Schweiz, Solidarités und die Alternative Liste. Die PdA gründete eine nationale Föderation, die sich selbst als antikapitalistische Bewegung definierte. Die Parteien des Wahlbündnisses fanden vor allem in der französischsprachigen Romandie Unterstützung. 
Indirekter Nachfolger dieses Bündnisses wurde die im Hinblick auf die Nationalratswahlen 2011 gegründete Partei Alternative Linke.

## Schweizer Parlamentswahlen
Das Wahlbündnis hatte bei den Schweizer Parlamentswahlen 2007 das Wahlziel, mit fünf Vertretern eine eigene Fraktion im Nationalrat zu bilden. Dieses Ziel wurde allerdings weit verfehlt. Während in der Legislaturperiode 2003–2007 noch drei Vertreter aus der Romandie vertreten waren, wovon zwei aus der Partei der Arbeit und einer aus den Solidarités stammten, war es in der neuen Periode nur noch ein Vertreter. Dies war auf einige Ursachen zurückzuführen. Im Kanton Genf kostete ein Streit zwischen den Solidarités und der PdA dem Vertreter der Solidarités, Pierre Vanek, den Sitz; im Kanton Waadt verlor die PdA ihren zweiten Sitz wegen Wählerrückgangs; im Kanton Neuenburg verpasste die PdA mit dem Stadtpräsident von Le Locle, Denis de la Reussille, ebenfalls nur knapp den Gewinn eines Sitzes und im Kanton Zürich reichte es der Alternativen Liste nicht zu einem Sitzgewinn. So verblieb lediglich Josef Zisyadis im Nationalrat, der aufgrund des Sitzverzichtes der gewählten Marianne Huguenin nachrückte.